# Lily Afshar
 (avril 2017).
Si vous disposez d'ouvrages ou d'articles de référence ou si vous connaissez des sites web de qualité traitant du thème abordé ici, merci de compléter l'article en donnant les références utiles à sa vérifiabilité et en les liant à la section « Notes et références ».
Lily Afshar, née le 9 mars 1960 à Téhéran et morte le 24 octobre 2023 à Tonekabon (Mazandéran), est une guitariste classique iranienne.

## Biographie
Lily Afshar est née le 9 mars 1960 à Téhéran dans une famille d'Azéris d'Iran. Elle apprend la guitare dès l’âge de 10 ans. Plus tard, elle obtient un doctorat en interprétation délivré par l’université d'État de Floride. 
Elle est responsable de la classe de guitare de l'université de Memphis[Quand ?].
Elle décède le 24 octobre 2023, à l'âge de 63 ans, après une longue bataille contre la maladie,.

## Style
Son style est combiné avec des enregistrements aventureux[réf. nécessaire][pas clair]. Selon le Public Radio International, Lily Afshar est « l’une des plus grandes guitaristes classiques au monde ». Le Washington Post décrit sa prestation scénique comme « Remarquable, impeccable ».
En plus, le magazine anglais England’s Musical Opinion Magazine évoque « sa capacité à ensorceler son public ».[réf. nécessaire]

## Discographie
- 1994 : 24 Caprichos de Goya, op. 195.
- 1999 : A Jug of Wine and Thou.
- 2002 : Possession.
- 2006 : Hemispheres.